# Glencoe (Oklahoma)
Glencoe es un pueblo ubicado en el condado de Payne en el estado estadounidense de Oklahoma. En el año 2010 tenía una población de 601 habitantes y una densidad poblacional de 300,5 personas por km².

## Geografía
Glencoe se encuentra ubicado en las coordenadas 36°13′41″N 96°55′40″O / 36.22806, -96.92778 (36.228164, -96.927696).

## Demografía
Según la Oficina del Censo en 2000 los ingresos medios por hogar en la localidad eran de $30,658 y los ingresos medios por familia eran $35,769. Los hombres tenían unos ingresos medios de $24,219 frente a los $20,938 para las mujeres. La renta per cápita para la localidad era de $12,643. Alrededor del 8.1% de la población estaban por debajo del umbral de pobreza.